# PHS-i501
PHS-i501は、英華達が開発した、大衆電信のPHS方式の携帯電話である。
PHSでの日本国ローミングに対応している。

## 歴史
- 2007年1月5日：電気通信端末機器審査協会による技術基準適合認定の設計認証 （設計認証番号A06-0585001）
- 2007年1月23日：テレコムエンジニアリングセンターによる技術基準適合証明の工事設計認証 （工事設計認証番号001JXAA1155）

## 仕様
- 形状：ストレートタッチパネル
- サイズ：幅49.5mm×高さ94.0mm×奥行17.6mm
- 重量：77g
- 連続通話時間：約300分
- 連続待受時間：約300時間
- 充電時間：約3時間
- USB Cable
- ディスプレイ：2インチTFT液晶
- カラー：65536色
- カメラ：130万画素CMOS
- 外部メモリー：
- 画像：「.bmp」、「.jpg」、「.gif」
- 写真：「.jpg」
- 動画：「.3gp」、「.avi」、「.mp4」
- 撮影：「.avi」
- 音楽：「.mp3」、「.wav」、「.mid」
- 録音：「.mp3」、「.wav」
- Java：「.jad」、「.jar」
- 着信音：32和音+MP3

## カラーバリエーション
- 白
- 黒